# Amber Stevens
Amber Dawn Stevens (Los Angeles, 7 ottobre 1986) è un'attrice e modella statunitense.
È conosciuta principalmente per il ruolo di Ashleigh in Greek - La confraternita.

## Biografia
Nata a Los Angeles, in California, è la figlia dell'attore Shadoe Stevens e dell'ex modella Beverly Cunningham. Ha una sorella minore che si chiama Chyna Rose. Si è diplomata al Beverly Hills High School. 
Il 6 dicembre 2014 si è sposata con l'attore Andrew J. West, noto per aver partecipato alla serie The Walking Dead.

## Carriera
Dopo alcuni ruoli da comparsa nel 2007 in CSI: Scena del crimine e nel 2009 nel film Fired Up! - Ragazzi pon pon, nel 2010 recita nel film Why Did I Get Married Too?. Compare inoltre in Grey's Anatomy e How I Met Your Mother. Dalla decima stagione interpreta il ruolo di Joy Montgomery Rossi, figlia di David Rossi, in Criminal Minds.
Recita anche nel ruolo di Mimi Marquez nel musical RentDowntownLA.
Ha fatto la modella per Charlotte Russe, una catena di vestiario per adolescenti.

## Filmografia

### Cinema
- The Fast and the Furious: Tokyo Drift, regia di Justin Lin (2006)
- Nothing for Something, regia di Tristan Mathews - cortometraggio (2009)
- Fired Up! - Ragazzi pon pon (Fired Up!), regia di Will Gluck (2009)
- The Kitchen, regia di Ishai Setton (2012)
- The Amazing Spider-Man, regia di Marc Webb (2012) (cameo)
- 22 Jump Street, regia di Phil Lord e Chris Miller (2014)
- Oscure presenze (Jessabelle), regia di Kevin Greutert (2014)
- Love Jacked, regia di Alfons Adetuyi (2018)

### Televisione
- Selvaggi (Complete Savages) - serie TV, episodio 1x15 (2005)
- Beautiful (The Bold and the Beautiful) - serial TV, puntata 4665 (2005)
- Super Bowl's Greatest Commercials: Top 40 Countdown, regia di Michael Dempsey - film TV (2006)
- Greek - La confraternita (Greek) - serie TV, 74 episodi (2007-2011)
- The Beast, regia di James Widdoes (2007) - film TV
- CSI - Scena del crimine (CSI: Crime Scene Investigation) - serie TV, episodi 7x18-7x21 (2007)
- Weekends at Bellevue, regia di Jack Bender - film TV (2011)
- Grey's Anatomy - serie TV, episodio 7x12 (2011)
- Amici di letto (Friends with Benefits) - serie TV, episodio 1x07 (2011)
- How I Met Your Mother - serie TV, episodio 7x06 (2011)
- Baby Daddy - serie TV, episodio 1x08 (2012)
- 90210 - serie TV (2012)
- New Girl - serie TV, episodio 4x07 (2015)
- Criminal Minds - serie TV (2014)
- The Carmichael Show - serie TV (2015-2017)
- Ghosted - serie TV, 16 episodi (2017-2018)
- Happy Together – serie TV, 13 episodi (2018-2019)
- Law & Order - Unità vittime speciali (Law & Order: Special Victims Unit) - serie TV, episodio 20x22 (2019)
- Una sorpresa sotto l'albero (Christmas Unwrapped), regia di Bosede Williams - film TV (2020)
- Frasier Revival – serie TV, 1x08 (2023) cameo

## Doppiatrici italiane
Nelle versioni in italiano delle opere in cui ha recitato, Amber Stevens è stata doppiata da:
- Erica Necci in 22 Jump Street, Criminal Minds (st. 10, ep. 11x07)
- Jolanda Granato in The Carmichael Show, Una sorpresa sotto l'albero
- Chiara Gioncardi in Greek - La confraternita
- Francesca Manicone in Ghosted
- Domitilla D'Amico in Baby Daddy
- Giorgia  Locuratolo in Criminal Minds (ep. 14x15)
- Stella Musy in 90210